# OpenVPN
Open VPN är ett datorprogram (applikation) med  öppen källkod och kommunikationsprotokoll för grundtekniken VPN ägnat att säkerställa punkt till punkt-förbindelser och för att binda ihop olika fysiska lokala datornätverk (LAN). Det sker genom att skapa en säker, krypterad förbindelse, en så kallad "tunnel" mellan två punkter över ett icke-säkert datanätverk (till exempel Internet).

## Teknik
OpenVPN är framtaget av det amerikanska företaget OpenVPN Technologies, Inc. Programmet använder ett tillämpad version av säkerhetsprotokollet SSL/TLS för att utväxla en kryptonyckel. Programmet fungerar över Network address translation (NAT) och brandväggar. Det är skapat av James Yonan och publicerat öppet med GNU General Public License (GPL).

## Användning
OpenVPN kan användas i de flesta datorsystem och operativsystem samt finns ofta inbyggt i routrar, exempelvis från det likaledes amerikanska företaget Netgear.
Det finns även andra OpenVPN-klienter till de flesta operativsystem: Till Mac OS finns också exempelvis klienten Tunnelblick. Till skrivbordsmiljön GNOME för Linux finns OpenVPN-klienten integrerad i Network Manager.